# August-Wilhelm Mende
August-Wilhelm Mende (* 23. Oktober 1929 in Berlin; † 19. November 1986) war ein deutscher Politiker (SPD) und ehemaliger Abgeordneter des Hessischen Landtags.

## Ausbildung und Leben
August-Wilhelm Mende besuchte Schulen in Berlin, Leslau (Weichsel) und Stendal (Altmark) und legte 1948 das Abitur ab. Danach war er Lernpfleger am Johanniterkrankenhaus in Stendal und Bauhilfsarbeiter in Münster (Westfalen). Mende studierte anschließend Rechtswissenschaften in Göttingen und Münster, wo er das erste Staatsexamen ablegte. Nach dem Referendariat in den Landgerichtsbezirken Bielefeld und Münster legte er 1960 das zweite juristische Staatsexamen ab. Nebenberuflich war er wissenschaftlicher Mitarbeiter bei Klein (Münster). 1960 bis 1966 arbeitete er als Hilfsreferent in der Verwaltung des Deutschen Bundestages, Abteilung juristische Dokumentation für die Sachgebiete Verfassungsrecht, Gemeinde- und Kirchenrecht. 1965 wurde er Assistent des Sonderausschusses Parteiengesetz, zuletzt Oberregierungsrat.
August-Wilhelm Mende war mit Brigitte Mende verheiratet und hatte 5 Kinder. 

## Politik
Im April 1966 wurde August-Wilhelm Mende zum hauptamtlichen Bürgermeister der Stadt Bebra gewählt. 1972 wurde er bei der Wiederwahl für 12 Jahre im Amt bestätigt. Von 1966 bis 1983 war er Mitglied im Zonenrandausschuss der Landesvereinigung der Kommunalen Spitzenverbände, von 1978 bis 1983 Mitglied im Ausschuss für Recht und Verfassung des Deutschen Städte- und Gemeindebundes sowie im Ausschuss des Hessischen Städte- und Gemeindebundes.
Seit 1964 war Mende Mitglied der SPD und dort in verschiedenen Parteiämtern tätig. So war er u. a. 1982 Vorsitzender des SPD-Unterkreises Rotenburg und stellvertretender Vorsitzender des SPD-Unterbezirks Hersfeld/Rotenburg. Mende war auch Mitglied der ÖTV und der Arbeiterwohlfahrt.
Seit 1968 war Mende Kreistagsabgeordneter und stellvertretender Vorsitzender der SPD-Kreistagsfraktion, seit Juni 1983 deren Vorsitzender. Seit dem 13. Oktober 1983 bis zu seinem Tod 1986 war er direkt gewählter Landtagsabgeordneter für den Wahlkreis Rotenburg. Nachrücker im Landtag wurde Bernd Schleicher.
Nach August-Wilhelm Mende sind seit 1988 die „August-Wilhelm-Mende Schule“, eine Schule für Praktisch Bildbare und körperbehinderte Praktisch Bildbare, sowie der August-Wilhelm-Mende-Park in Bebra benannt.